# Comité de recherches spatiales
Le comité de recherches spatiales (abrégé CRS ou CORES), a été créé le 7 janvier 1959 par le gouvernement français. L'objectif de ce comité est à la fois de conseiller le gouvernement sur ce qu'il est possible de faire en matière spatiale et de coordonner tous les acteurs français du domaine spatial. 
Il remplace le Secrétariat des Recherches Spatiales qui avait été créé en janvier 1958. Le CRS est placé sous la direction de Pierre Auger. 
Le 9 avril 1959, le CRS présente un rapport dans lequel il définit les trois principaux axes de la politique spatiale française, à savoir la recherche scientifique, l'installation d'infrastructures et les fusées. Les travaux du CRS vont mener au programme de recherche dit des « Pierres précieuses ».